# Lista de quadros de Saturday Night Live (Brasil)
Segue abaixo a lista de quadros do programa de televisão brasileiro, Saturday Night Live. O programa é co-produzido pela Endemol Brasil e exibido pela RedeTV! que estreou em 27 de maio de 2012. Atualmente possui cerca de quarenta episódios exibidos.

## Resumo
| Temporada | Temporada | Quadros | Exibição Original  | Exibição Original |
| Temporada | Temporada | Quadros | Estreia            | Final             |
| --------- | --------- | ------- | ------------------ | ----------------- |
|           | 1         |         | 27 de maio de 2012 | A definir         |

## Quadros

### 1ª temporada (2012)
| Primeira aparição     | Última aparição       | Protagonista       | Nome do quadro          | Paródia a            | Co-protagonista    | Outro              | Outro             |
| --------------------- | --------------------- | ------------------ | ----------------------- | -------------------- | ------------------ | ------------------ | ----------------- |
| 27 de maio de 2012    | —                     | Rafinha Bastos     | Notícias da Semana*     | Weekend Update       | Anderson Bizzocchi | Carol Zoccoli      | Marco Gonçalves   |
| 27 de maio de 2012    | 27 de maio de 2012    | Renata Gaspar      | O que vivi da vida      | Fantástico           | Cláudio Carneiro   | Fernando Muylaert  | —                 |
| 27 de maio de 2012    | 27 de maio de 2012    | Carol Zoccoli      | Encontro de amigos      | —                    | Marcela Leal       | Fernando Muylaert  | Rafinha Bastos    |
| 27 de maio de 2012    | 27 de maio de 2012    | Marco Gonçalves    | Casamento errado        | —                    | Cláudio Carneiro   | Anderson Bizzocchi | Rafinha Bastos    |
| 27 de maio de 2012    | 27 de maio de 2012    | Rafinha Bastos     | Motoboys                | —                    | Fernando Muylaert  | Marco Gonçalves    | Rudy Lunducci     |
| 27 de maio de 2012    | 27 de maio de 2012    | Marcela Leal       | Domingo Show            | —                    | Rafinha Bastos     | Carol Zoccoli      | Cláudio Carneiro  |
| 27 de maio de 2012    | 27 de maio de 2012    | Anderson Bizzocchi | London 2012             | Jogos Olímpicos 2012 | Marco Gonçalves    | Rafinha Bastos     | Cláudio Carneiro  |
| 27 de maio de 2012    | 27 de maio de 2012    | Anderson Bizzocchi | Torcedor do Corinthians | —                    | Carla Candiotto    | Marcela Leal       | —                 |
| 3 de junho de 2012    | 3 de junho de 2012    | Anderson Bizzocchi | A Fazenda               | A Fazenda            | Marco Gonçalves    | Rudy Landucci      | Carol Zoccoli     |
| 3 de junho de 2012    | 3 de junho de 2012    | Marco Gonçalves    | Pia para Bia            | —                    | Anderson Bizzocchi | Fernando Muylaert  | —                 |
| 3 de junho de 2012    | 3 de junho de 2012    | Carla Candiotto    | A moradora de carro     | —                    | Marco Gonçalves    | Rafinha Bastos     | Marcela Leal      |
| 3 de junho de 2012    | 3 de junho de 2012    | Cláudio Carneiro   | O que ele queria        | —                    | Carla Candiotto    | Rudy Landucci      | Rafinha Bastos    |
| 3 de junho de 2012    | 3 de junho de 2012    | Rafinha Bastos     | Guarda Gay              | —                    | Marco Gonçalves    | Cláudio Carneiro   | —                 |
| 3 de junho de 2012    | 3 de junho de 2012    | Rudy Landucci      | Cozinhando com Datena   | —                    | Anderson Bizzocchi |                    |                   |
| 3 de junho de 2012    | 3 de junho de 2012    | Carol Zoccoli      | Empreguetes             | Empreguetes          | Marcela Leal       | Carla Candiotto    | Fernando Muylaert |
| 3 de junho de 2012    | 3 de junho de 2012    | Rudy Landucci      | Casal diferente         | —                    | Marcela Leal       | Cláudio Carneiro   | Fernando Muylaert |
| 3 de junho de 2012    | 3 de junho de 2012    | Rafinha Bastos     | Teste de Panicat        | Pânico na Band       | Anderson Bizzocchi | Carla Candiotto    | Marcela Leal      |
| 3 de junho de 2012    | 3 de junho de 2012    | Anderson Bizzochi  | Vírus ZT                | Zorra Total          | Rudy Landucci      | Carol Zoccoli      | Cláudio Carneiro  |
| 15 de julho de 2012   | 20 de outubro de 2012 | Renata Gaspar      | A Viela Brasil          | Avenida Brasil       | Cláudio Carneiro   | Rudy Landucci      | Carla Candiotto   |
| 20 de outubro de 2012 | —                     | Renata Gaspar      | Corações de Brinquedo   | —                    | Anderson Bizzocchi | Carol Zoccoli      | —                 |

(-) Não há

(*) Anteriormente chamado Weekend Update, como em sua versão original.